# Aleksandrów (Lublino)
Aleksandrów è un comune rurale polacco del distretto di Biłgoraj, nel voivodato di Lublino.
Ricopre una superficie di 54,26 km² e nel 2006 contava 3 194 abitanti.